# 정명 (남진)
정명(禎明, 587년 1월 ~ 589년 1월)은 남진(南陳) 후주(後主) 장성공(長城公) 진숙보(陳叔寶)의 두번째 연호이자 남진의 마지막 연호이다. 2년 1개월 동안 사용하였다. 589년 정월, 수(隋)에게 멸망당하면서 폐지되었다.

## 개원
- 지덕(至德) 5년 1월 3일[1](587년 2월 15일)에 연호를 정명(禎明)으로 개원함.[2][3][4][5]

- 정명(禎明) 3년 1월 20일[6](589년 2월 10일)에 남진이 멸망하면서 정명 연호가 중지됨.[2][3][7][5]

## 연대 대조표
| 정명        | 원년           | 2년        | 3년        |
| 서기        | 587년          | 588년      | 589년      |
| 간지        | 정미(丁未)     | 무신(戊申) | 기유(己酉) |
| 후량 (後梁) | 광운(廣運) 2년 | -          | -          |
| 수 (隋)     | 개황(開皇) 7년 | 8년        | 9년        |

## 동시대 연호

### 한국
신라(新羅)
- 건복(建福) (584년 ~ 634년)

### 중국
수(隋)
- 개황(開皇) (581년 ~ 600년)

후량(後梁)
- 광운(廣運) (586년 ~ 587년)

고창국(高昌國)
- 연창(延昌) (561년 ~ 601년)

## 같이 보기
- 중국의 연호 목록